# Taksera
Taksera (nep. तकसेरा) – gaun wikas samiti w zachodniej części Nepalu w strefie Rapti w dystrykcie Rukum. Według nepalskiego spisu powszechnego z 2001 roku liczył on 852 gospodarstw domowych i 4338 mieszkańców (2143 kobiet i 2195 mężczyzn).